# 马卡图巴
马卡图巴是巴西圣保罗州的一个市镇。总面积226.182平方公里，总人口17440人，人口密度77.1人/平方公里。